# Campionato mondiale maschile di pallacanestro 2002
Il XIV campionato mondiale maschile di pallacanestro FIBA si tenne a Indianapolis (Stati Uniti) dal 29 agosto all'8 settembre 2002. Alla sua fase finale presero parte 16 squadre, divise in quattro gironi eliminatori; campione del mondo fu la Jugoslavia, che batté in finale l'Argentina.

## Squadre partecipanti

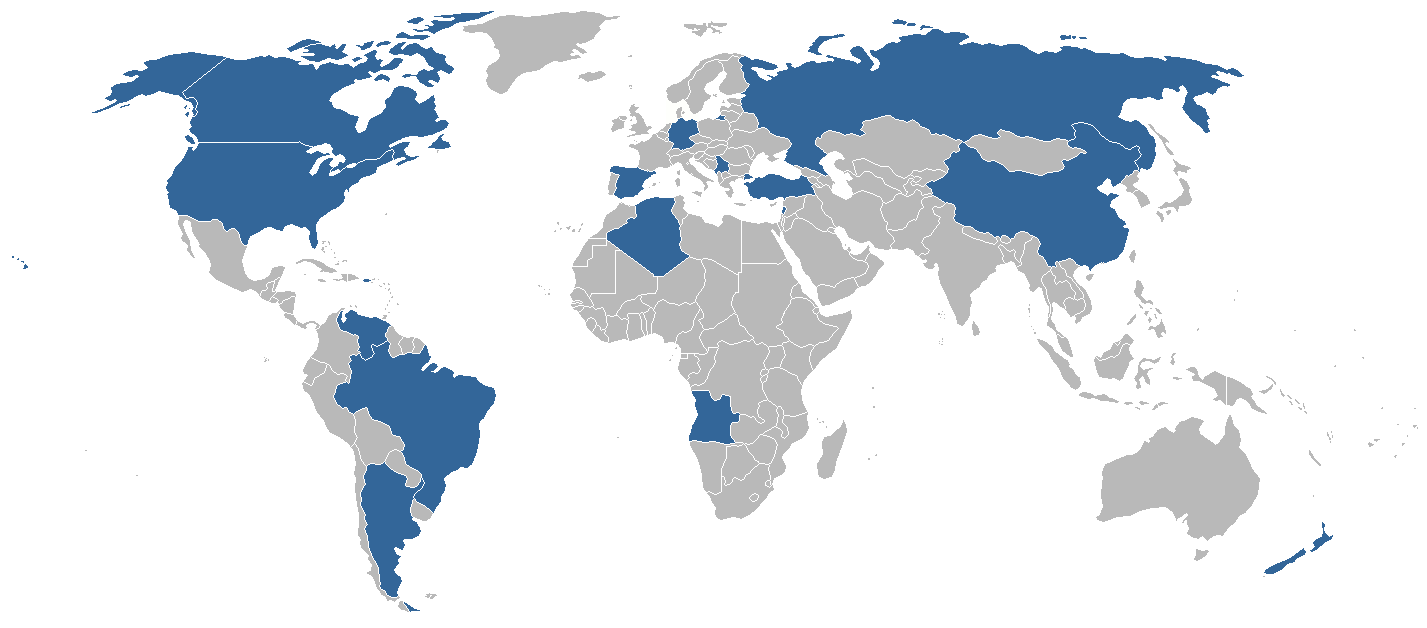
Nazionali partecipanti al Campionato del Mondo FIBA 2002.

| Gruppo A - Angola - Canada - Spagna - Jugoslavia | Gruppo B - Brasile - Libano - Porto Rico - Turchia | Gruppo C - Algeria - Cina - Germania - Stati Uniti | Gruppo D - Argentina - Nuova Zelanda - Russia - Venezuela |

## Sede delle partite
| Città        | Impianto                     | Capienza |
| ------------ | ---------------------------- | -------- |
| Indianapolis | Conseco Fieldhouse, RCA Dome | -        |

## Gironi di qualificazione

### Gruppo A
| Squadra       | P | V | P | PF  | PS  | Dif |
| ------------- | - | - | - | --- | --- | --- |
| 1. Spagna     | 6 | 3 | 0 | 244 | 187 | +57 |
| 2. Jugoslavia | 5 | 2 | 1 | 279 | 205 | +74 |
| 3. Angola     | 4 | 1 | 2 | 202 | 276 | -74 |
| 4. Canada     | 3 | 0 | 3 | 199 | 255 | -57 |

| Primo Turno   |            |          |
| Jugoslavia    | Angola     | 113 - 63 |
| Canada        | Spagna     | 54 - 85  |
| Secondo Turno |            |          |
| Angola        | Canada     | 84 - 74  |
| Spagna        | Jugoslavia | 71 - 69  |
| Terzo Turno   |            |          |
| Angola        | Spagna     | 55 - 88  |
| Canada        | Jugoslavia | 71 - 87  |

### Gruppo B
| Squadra       | P | V | P | PF  | PS  | Dif |
| ------------- | - | - | - | --- | --- | --- |
| 1. Brasile    | 6 | 3 | 0 | 280 | 245 | +35 |
| 2. Porto Rico | 5 | 2 | 1 | 263 | 253 | +10 |
| 3. Turchia    | 4 | 1 | 2 | 268 | 246 | +22 |
| 4. Libano     | 3 | 0 | 3 | 230 | 308 | -78 |

| Primo Turno   |            |          |
| Brasile       | Libano     | 102 - 73 |
| Porto Rico    | Turchia    | 78 - 75  |
| Secondo Turno |            |          |
| Libano        | Porto Rico | 77 - 99  |
| Turchia       | Brasile    | 86 - 88  |
| Terzo Turno   |            |          |
| Libano        | Turchia    | 80 - 107 |
| Porto Rico    | Brasile    | 86 - 90  |

### Gruppo C
| Squadra        | P | V | P | PF  | PS  | Dif |
| -------------- | - | - | - | --- | --- | --- |
| 1. Stati Uniti | 6 | 3 | 0 | 298 | 212 | +86 |
| 2. Germania    | 5 | 2 | 1 | 277 | 250 | +27 |
| 3. Cina        | 4 | 1 | 2 | 237 | 254 | +17 |
| 4. Algeria     | 3 | 0 | 3 | 212 | 308 | -96 |

| Primo Turno   |             |          |
| Cina          | Germania    | 76 - 88  |
| Stati Uniti   | Algeria     | 110 - 60 |
| Secondo Turno |             |          |
| Germania      | Stati Uniti | 87 - 104 |
| Algeria       | Cina        | 82 - 96  |
| Terzo Turno   |             |          |
| Algeria       | Germania    | 70 - 102 |
| Cina          | Stati Uniti | 65 - 84  |

### Gruppo D
| Squadra          | P | V | P | PF  | PS  | Dif |
| ---------------- | - | - | - | --- | --- | --- |
| 1. Argentina     | 6 | 3 | 0 | 319 | 238 | +81 |
| 2. Nuova Zelanda | 5 | 2 | 1 | 273 | 278 | -5  |
| 3. Russia        | 4 | 1 | 2 | 258 | 259 | -1  |
| 4. Venezuela     | 3 | 0 | 3 | 226 | 291 | -65 |

| Primo Turno   |               |          |
| Nuova Zelanda | Russia        | 90 - 81  |
| Argentina     | Venezuela     | 107 - 72 |
| Secondo Turno |               |          |
| Venezuela     | Nuova Zelanda | 85 - 98  |
| Russia        | Argentina     | 81 - 100 |
| Terzo Turno   |               |          |
| Venezuela     | Russia        | 69 - 86  |
| Nuova Zelanda | Argentina     | 85 - 112 |

## Gironi di accesso ai quarti di finale
Le prime quattro di ogni gruppo passano ai quarti di finale, le ultime due di ogni girone disputano le gare per i posti dal nono al dodicesimo.

### Gruppo E
| Squadra       | P | V | P | PF  | PS  | Dif |
| ------------- | - | - | - | --- | --- | --- |
| B2 Porto Rico | 6 | 3 | 0 | 247 | 235 | +12 |
| A1 Spagna     | 5 | 2 | 1 | 236 | 204 | +32 |
| A2 Jugoslavia | 4 | 2 | 1 | 283 | 232 | +51 |
| B1 Brasile    | 3 | 1 | 2 | 222 | 257 | -35 |
| B3 Turchia    | 3 | 1 | 2 | 228 | 263 | -35 |
| A3 Angola     | 3 | 0 | 3 | 236 | 261 | -25 |

| Primo Turno   |            |          |
| Porto Rico    | Jugoslavia | 85 - 83  |
| Turchia       | Spagna     | 64 - 87  |
| Brasile       | Angola     | 86 - 83  |
| Secondo Turno |            |          |
| Angola        | Turchia    | 66 - 86  |
| Spagna        | Porto Rico | 65 - 73  |
| Jugoslavia    | Brasile    | 90 - 69  |
| Terzo Turno   |            |          |
| Porto Rico    | Angola     | 89 - 87  |
| Turchia       | Jugoslavia | 78 - 110 |
| Brasile       | Spagna     | 67 - 84  |

### Gruppo F
| Squadra          | P | V | P | PF  | PS  | Dif |
| ---------------- | - | - | - | --- | --- | --- |
| D1 Argentina     | 6 | 3 | 0 | 268 | 228 | +40 |
| C1 Stati Uniti   | 5 | 2 | 1 | 296 | 231 | +65 |
| C2 Germania      | 4 | 2 | 1 | 264 | 235 | +29 |
| D2 Nuova Zelanda | 3 | 1 | 2 | 220 | 282 | -62 |
| C3 Russia        | 3 | 1 | 2 | 262 | 277 | -15 |
| D3 Cina          | 3 | 0 | 3 | 227 | 284 | -57 |

| Primo Turno   |               |          |
| Nuova Zelanda | Germania      | 64 - 84  |
| Russia        | Stati Uniti   | 82 - 106 |
| Argentina     | Cina          | 95 - 71  |
| Secondo Turno |               |          |
| Cina          | Russia        | 68 - 95  |
| Stati Uniti   | Nuova Zelanda | 110 - 62 |
| Germania      | Argentina     | 77 - 86  |
| Terzo Turno   |               |          |
| Nuova Zelanda | Cina          | 94 - 88  |
| Russia        | Germania      | 85 - 103 |
| Argentina     | Stati Uniti   | 87 - 80  |

## Gironi di eliminazione e classificazione

### Girone dal 13º al 16º posto
| Canada                  | Libano    | 91 - 67  |
| Algeria                 | Venezuela | 83 - 98  |
| Finale per il 15º posto |           |          |
| Libano                  | Algeria   | 70 - 100 |
| Finale per il 13º posto |           |          |
| Canada                  | Venezuela | 98 - 97  |

### Girone dal 9º al 12º posto
| Turchia                | Cina   | 94 - 86 |
| Angola                 | Russia | 66 - 77 |
| Finale per l'11º posto |        |         |
| Cina                   | Angola | 84 - 96 |
| Finale per il 9º posto |        |         |
| Turchia                | Russia | 91 - 86 |

### Quarti di finale
| Porto Rico | Nuova Zelanda | 63 - 65 |
| Jugoslavia | Stati Uniti   | 81 - 78 |
| Spagna     | Germania      | 62 - 70 |
| Brasile    | Argentina     | 67 - 78 |

### Girone dal 5º all'8º posto
| Porto Rico             | Stati Uniti | 74 - 84  |
| Spagna                 | Brasile     | 105 - 89 |
| Finale per il 7º posto |             |          |
| Porto Rico             | Brasile     | 91 - 84  |
| Finale per il 5º posto |             |          |
| Stati Uniti            | Spagna      | 75 - 81  |

### Semifinali
| Nuova Zelanda | Jugoslavia | 78 - 89 |
| Germania      | Argentina  | 80 - 86 |

### Finali
| Finale per il 3º e 4º posto |           |          |
| Nuova Zelanda               | Germania  | 94 - 117 |
| Finale per il 1º e 2º posto |           |          |
| Jugoslavia                  | Argentina | 84 - 77  |

## Classifica finale
|  | Qualificata ai Giochi Olimpici Atene 2004 |

| Campione del Mondo | Campione del Mondo | Campione del Mondo |
| --- | ------------------ | --- |
| Jugoslavia4 Bodiroga, 5 Koturović, 6 Čabarkapa, 7 Rakočević, 8 Stojaković, 9 Radmanović, 10 Jarić, 11 Drobnjak, 12 Divac, 13 Vujanić, 14 Tomašević, 15 Gurović, All. Svetislav Pešić |                    | |
| Argento | Argentina          | Argentina4 Sánchez, 5 Ginóbili, 6 Montecchia, 7 Oberto, 8 Victoriano, 9 Fernández, 10 Sconochini, 11 Scola, 12 Gutiérrez, 13 Nocioni, 14 Palladino, 15 Wolkowyski, All. Rubén Magnano |
| Bronzo | Germania           | Germania4 Demirel, 5 Okulaja, 6 Lütcke, 7 Pešić, 8 Roller, 9 Rödl, 10 Nikagbatse, 11 Garris, 12 Arigbabu, 13 Femerling, 14 Nowitzki, 15 Maras, All. Henrik Dettmann                   |
| 4. | Nuova Zelanda      | Nuova Zelanda4 Dickel, 5 Flavell, 6 Penney, 7 Henare, 8 Jones, 9 Winitana, 10 Boucher, 11 Cameron, 12 Rampton, 13 Book, 14 Marks, 15 Hickey, All. Tab Baldwin                         |
| 5. | Spagna             | Spagna4 Gasol, 5 Junyent, 6 Marco, 7 Navarro, 8 Rodríguez, 9 F. Reyes, 10 Jiménez, 11 Angulo, 12 Paraíso, 13 Calderón, 14 A. Reyes, 15 Garbajosa, All. Javier Imbroda                 |
| 6. | Stati Uniti        | Stati Uniti4 Finley, 5 B. Davis, 6 A. Miller, 7 O'Neal, 8 A. Davis, 9 Pierce, 10 R. Miller, 11 Marion, 12 Williams, 13 Wallace, 14 Brand, 15 LaFrentz, All. George Karl               |
| 7. | Porto Rico         | Porto Rico4 Ortiz, 5 Apodaca, 6 Allende, 7 Arroyo, 8 Mincy, 9 C. Dalmau, 10 Ayuso, 11 Látimer, 12 Hourruitiner, 13 Pérez, 14 R. Dalmau, 15 Santiago, All. Julio Toro                  |
| 8. | Brasile            | Brasile4 Marcelinho, 5 Alex, 6 Vanderlei, 7 Tiago, 8 Sandro, 9 Demétrius, 10 Helinho, 11 Anderson, 12 Guilherme, 13 Leandrinho, 14 Rogério, 15 Bábby, All. Hélio Rubens               |
| 9. | Turchia            | Turchia4 Tunçeri, 5 Türkoğlu, 6 Türkcan, 7 Köseoğlu, 8 Pars, 9 Erdenay, 10 Kutluay, 11 Peker, 12 Beşok, 13 Okur, 14 Yıldırım, 15 Onan, All. Aydın Örs                                 |
| 10. | Russia             | Russia4 Karasëv, 5 Bašminov, 6 Panov, 7 Kudelin, 8 Čikalkin, 9 Morgunov, 10 E. Pašutin, 11 Z. Pašutin, 12 Chrjapa, 13 Kirilenko, 14 Avleev, 15 Savrasenko, All. Stanislav Erëmin      |
| 11. | Angola             | Angola4 Muzadi, 5 Costa, 6 Â. Victoriano, 7 Monteiro, 8 E. Victoriano, 9 Carvalho, 10 Gomes, 11 Chipongue, 12 Silva, 13 Almeida, 14 Lutonda, 15 Mingas, All. Mário Palma              |
| 12. | Cina               | Cina4 Guo, 5 Liu W., 6 Gong, 7 Zhang, 8 Hu, 9 Chen, 10 Li, 11 Liu Y., 12 Zhu, 13 Yao, 14 Mengke, 15 Du, All. Wang Fei                                                                 |
| 13. | Canada             | Canada4 N. Thomas, 5 Hamilton, 6 Channer, 7 Karangwa, 8 Swords, 9 Barrett, 10 Meldrum, 11 D. Thomas, 12 Ross, 13 Anderson, 14 Meeks, 15 Jobity, All. Jay Triano                       |
| 14. | Venezuela          | Venezuela4 Díaz, 5 Machado, 6 Mijares, 7 Lugo, 8 Quiroz, 9 Torres, 10 Guevara, 11 Herrera, 12 Romero, 13 Heredia, 14 Aguilera, 15 Morris, All. Jim Calvin                             |
| 15. | Algeria            | Algeria4 Boulaya, 5 Mehnaoui, 6 Belhimeur, 7 Mebarki, 8 Boudissa, 9 Doubal, 10 Haif, 11 Ouali, 12 Boughedir, 13 Benramdane, 14 Sayah, 15 Oukid, All. Faïd Bilal                       |
| 16. | Libano             | Libano4 Doumiati, 5 Bardawil, 6 Makki, 7 Fahed, 8 Chibani, 9 el-Hajj, 10 Samaha, 11 Khouri, 12 el-Boustani, 13 Mechantaf, 14 Vogel, 15 el-Khatib, All. Johnny Neumann                 |

## Riconoscimenti giocatori

### MVP del Mondiale
- Dirk Nowitzki

### Miglior formazione del torneo
- G:  Emanuel Ginóbili
- G:  Predrag Stojaković
- C:  Yao Ming
- F:  Dirk Nowitzki
- F:  Pero Cameron